# L'Avenir (film)
Pour les articles homonymes, voir L'Avenir.
Pour plus de détails, voir Fiche technique et Distribution.
L'Avenir est un film franco-allemand réalisé par Mia Hansen-Løve et sorti en 2016.
Le film est présenté en sélection officielle à la Berlinale 2016 où la réalisatrice remporte l'Ours d'argent.

## Synopsis
Nathalie, mariée et mère de deux enfants déjà adultes, enseigne la philosophie avec implication et passion. Sa mère très âgée se fait de plus en plus possessive. Quand son mari lui annonce qu'il a rencontré une autre femme et qu'il part s'installer avec elle, elle voit sa vie sous un autre jour.

## Fiche technique
- Titre : L'avenir
- Réalisation : Mia Hansen-Løve
- Scénario : Mia Hansen-Løve
- Photographie : Denis Lenoir
- Montage : Marion Monnier
- Décors : Anna Falguères
- Costumes : Rachel Raoult
- Production : Charles Gillibert
- Société de production : CG Cinéma, en association avec les SOFICA Cinémage 10 et Cofinova 12
- Pays de production :  France,  Allemagne[1]
- Langue originale : français[1]
- Durée : 100 minutes
- Dates de sortie :
  - Allemagne : 13 février 2016 (Berlinale)
  - France : 6 avril 2016

## Distribution
- Isabelle Huppert : Nathalie
- Édith Scob : Yvette
- Roman Kolinka : Fabien
- André Marcon : Heinz
- Sarah Le Picard : la fille de Nathalie
- Solal Forte : Johann

## Distinctions
- Berlinale 2016 : Ours d'argent du meilleur réalisateur[2]
- New York Film Critics Circle Awards 2016 : meilleure actrice pour Isabelle Huppert